# Penguin Island Conservation Park
Penguin Island Conservation Park är en park i Australien. Den ligger i delstaten South Australia, omkring 310 kilometer sydost om delstatshuvudstaden Adelaide.
Trakten är glest befolkad. Närmaste större samhälle är Beachport, nära Penguin Island Conservation Park. 
Genomsnittlig årsnederbörd är 870 millimeter. Den regnigaste månaden är juli, med i genomsnitt 146 mm nederbörd, och den torraste är februari, med 14 mm nederbörd.